# Arctia lamprogenys
Arctia lamprogenys är en fjärilsart som beskrevs av Smith 1958. Arctia lamprogenys ingår i släktet Arctia och familjen björnspinnare. Inga underarter finns listade i Catalogue of Life.